# Cynorta flavornata
Cynorta flavornata is een hooiwagen uit de familie Cosmetidae.